# Аудгесден
Аудгесден (нід. Oudheusden) — село в нідерландській провінції Північний Брабант. Входить до муніципалітету Гесден.
Його площа становить 5,76 км², а населення станом на 2021 рік складало 2 735 осіб.
До 1935 року мало статус окремого муніципалітету.